# Louis S. Kornicker
Louis "Lou" Sampson Kornicker, född 23 maj 1919 i Brooklyn, New York, död 12 februari 2018, var en amerikansk zoolog.